# 洗張

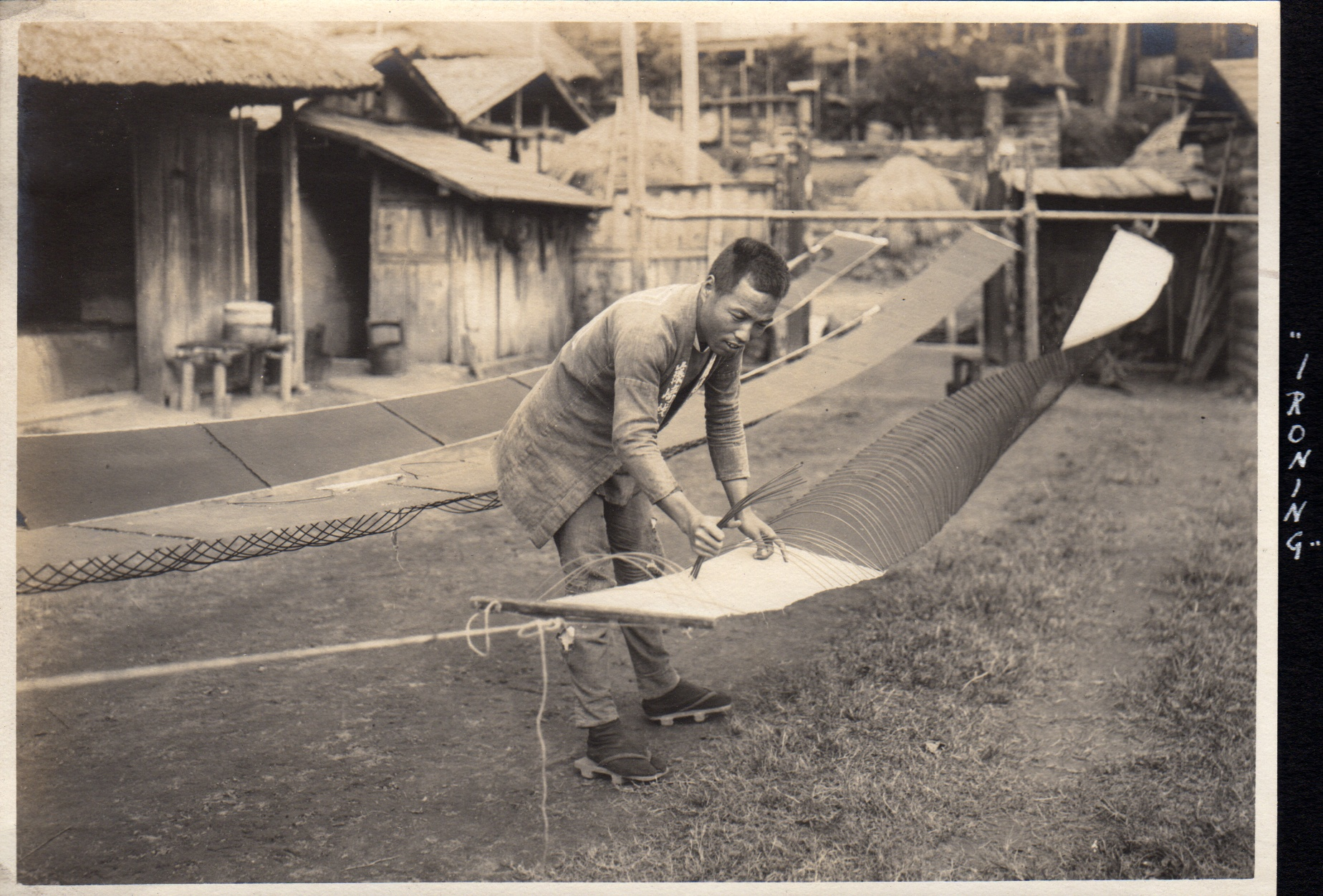
洗い張りで伸子を張る様子（1914年）

洗張、または洗い張り（あらいはり）は、和服（呉服）専門の洗濯方法の一つである。着物など、縫い合わされて衣服の形状をなしているものから糸を抜き、一枚布の形状に解き離しての洗浄を行う。この手法から、解洗・解洗い（ときあらい）ともいい、対義語は丸洗（まるあらい）。
一般的には、単ものは丸洗いを行うが、袷のものには洗い張りを行う。これは、袷の場合、着物の形のまま丸洗いをすると、水通しによる伸縮によって表地と裏地との釣り合いがとれなくなってしまうためである。

## 用語
「解洗」を行った後、「張」（はり）の作業で仕上げ・乾燥を行うが、この作業およびこの手法で乾燥させる布地を張物、または張り物（はりもの）という。板張りに使用する板を張板（はりいた）、張物板（はりものいた）といい、この作業を生業とする者を張物屋（はりものや）、張屋（はりや）、張物師（はりものし）、あるいは張殿（はりどの）という。
「洗張」を行う手工業者・職人を洗張屋（あらいはりや）と呼ぶ。現在では染物屋、とくに関西では悉皆屋（しっかいや=注文主と加工業者の仲介を生業とする者）に発注する。

## 歴史

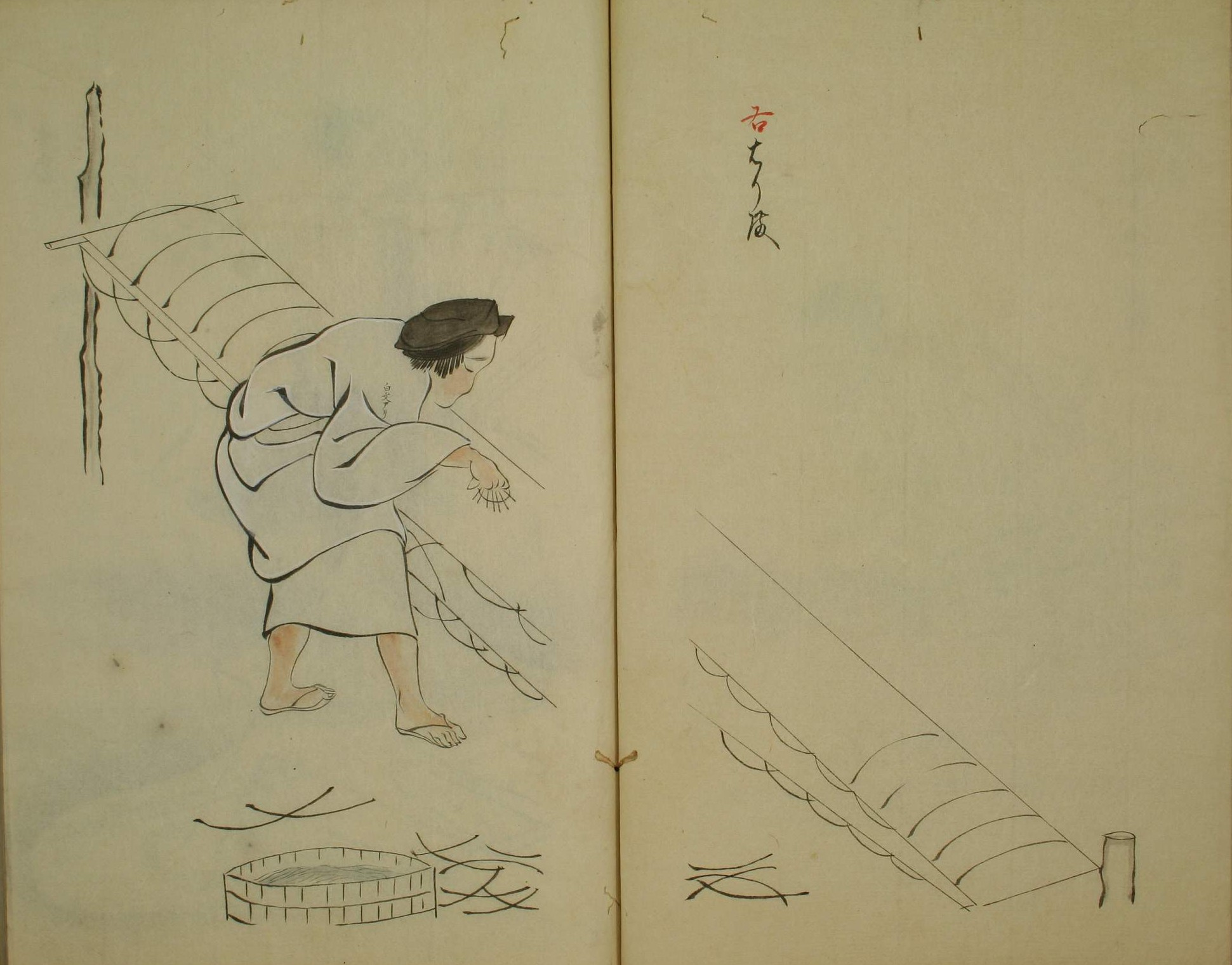
「張物」を専門に行う職人である張殿（1494年の『三十二番職人歌合』の1838年の模写）。無数の籡（しんし）で布をぴんと張る作業である。

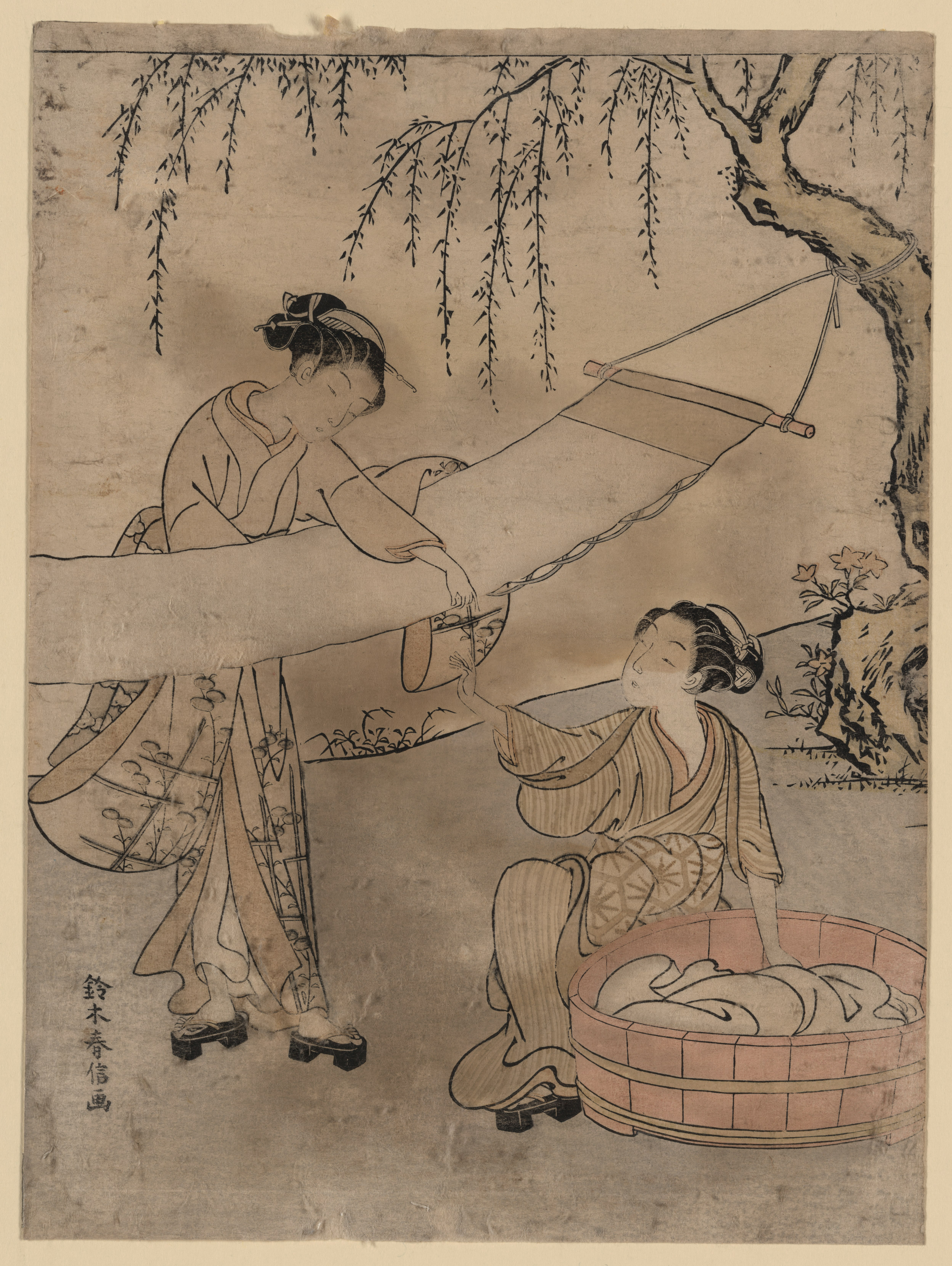
江戸中期の洗い張りの様子。鈴木春信画（1767年）

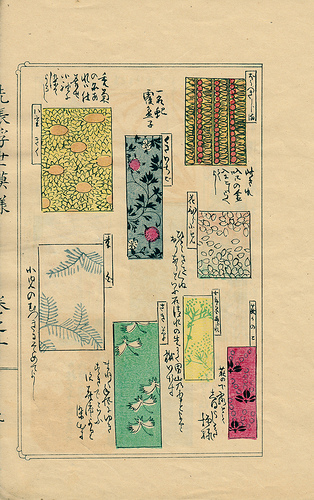
岩瀬京伝（山東京伝）『洗張浮世模様』（1786年）より。

「洗張」がいつごろ始められたかはわからないが、10世紀末の970年ころに成立したとされる『宇津保物語』には、「張物」を行う人物がすでに登場している。
「洗張」は、室町時代（14世紀 - 16世紀）にはすでに存在し、染物屋が兼業で手がけていたとされる。「解洗」のうち、「張物」の工程を専門に行う職人「張殿」（はりどの）が、15世紀末の1494年（明応3年）に編纂された『三十二番職人歌合』に紹介されており、遅くともこの時期には「張物」の専門職が存在していたといえる。同歌合には「いやしき身なる者」として、「へうほうゑ師」（表補絵師）とともに対になっており、小袖を着た女性が無数の籡（しんし）で布を張っている姿が描かれている。この歌合に載せられた歌は、
- きぬ共を 春の日しめし おきもあへず 花見の出立 急がるるころ
- 雨の日を もらすは惜しき 商ひに うちばり広き 殿作りせん

というもので、「張殿」の仕事が春になると花見を目前に繁忙期になること、野外で行う作業であるため雨天は休まざるをえず、室内で「張物」ができるような豪邸をつくりたいものだという歌に「張殿」の職能の特徴を描いている。
近世の17世紀末、1690年（元禄3年）に刊行された風俗事典『人倫訓蒙図彙』には、
- 練物・張物師 - 絹を練る家、張物をなす。一切の染物又は洗沢物これをはるなり。

と紹介されている。洗沢物とは洗濯物の意で、生絹の膠質を除去する「練物」の作業をする家では、「張物」を行うのだということである。江戸時代（17世紀 - 19世紀）には、「洗張」を専業で行う「洗張屋」が登場した。この時代になると、大坂（現在の大阪府大阪市）に「悉皆屋」が登場し、大坂で衣服の染め・洗張の注文を受け、京都の専門店に出す、という仲介業で、のちには染め・洗張を行う業者・職人を指すようになり、現在に至る。1786年（天明3年）、岩瀬京伝（のちの山東京伝）が上梓した『洗張浮世模様』は、「洗張」の姿の華やかさになぞらえて、当時流行した模様を紹介したイラスト集である。
近代以降は家庭でも「洗張」を行うようになったが、第二次世界大戦（1940年代）以降は染物屋・悉皆屋に外注するケースが増えている。1949年（昭和24年）に設定された日本標準産業分類では、細分類「洗張・染物業」（8291）として「洗張業」は「染物業」とともに1カテゴリを形成していたが、2007年（平成19年）の改正で「その他の洗濯・理容・浴場業」と統合され、小分類「その他の洗濯・理容・美容・浴場業」を形成した。
現在の日本での費用相場は、「洗張」が12,000円、ガード加工に12,000円、さらに仕立てる必要があるので、仕立て代が38,000円といったところだという。

## 工程

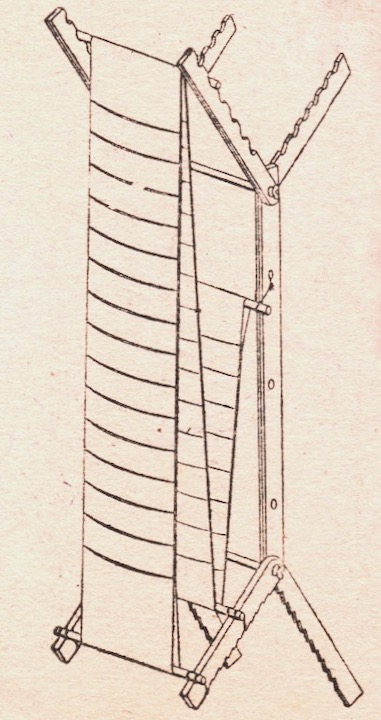
1950年代に洋裁専門誌で通信販売されていた折畳式家庭用洗張器

「洗張」の工程は、文字通り「洗」段階（洗浄）と「張」段階（仕上げ・乾燥）に大別される。
「洗」段階では、まず衣服の形状から反物の形状へと解きほぐし、糸くずやごみを除去してから、水洗（洗浄）を行う。
次の「張」段階、「張物」が仕上げであり、反物の素材によって方法が分かれる。「湯のし」を除き、いずれも糊を使用して、張って乾燥させることで光沢や風合いを出す。
1. 板張（いたばり）仕上げ - 木綿、レーヨン、交織地
2. 籡張（しんしばり）仕上げ - 縮緬（ちりめん）、お召、大島紬等の紬といった高級絹織物
3. 湯のし（ゆのし）仕上げ - 縮緬等の強撚糸物（糊を使用しない）
4. アイロン仕上げ - 近代以降の方法

### 家庭での洗張
一般家庭で行う場合は、日差しが強くなる初夏から夏にかけて工程1・2の「張りもの」を行うために、逆算して、袷の着物を始め、布団や綿入れ半纏なども含む家中のきものの「解きもの」を春に始めたという。
上記のように季節ごとにまとめて洗張作業を行う家庭もあれば、季節に関わらず着物ごとに行う場合もあった。
また、木綿の単であっても洗張をして仕立て直しながら着た方が長持ちするともいわれ、家庭で洗張を行っていた頃は、家事の中で所要時間上最大の比率を占めたのが、洗張とそれに伴う仕立て直しを含めた「衣類の世話」であったという。

## 洗張・染物業
洗張・染物業（あらいはり そめものぎょう）は、日本の職業のカテゴリの一つであり、日本標準産業分類の細分類である。「染物業」とともに1カテゴリを形成している。かつては大分類「Q サービス業（他に分類されないもの）」、中分類「82 洗濯・理容・美容・浴場業」、小分類「821 洗濯業」にカテゴライズされていたが、2007年（平成19年）の改正以降、下記のカテゴリに置かれている。
- 大分類 N 生活関連サービス業・娯楽業
  - 中分類 78 洗濯・理容・美容・浴場業
    - 小分類 789 その他の洗濯・理容・美容・浴場業
      - 細分類 7891 洗張・染物業